# Giuseppe Steiner (bobbista)
Giuseppe Steiner (1893) è stato un bobbista italiano.

## Biografia
Nato nel 1893, a 31 anni partecipò ai primi Giochi olimpici invernali, quelli di Chamonix-Mont-Blanc 1924, chiudendo 6º, con il tempo totale nelle 4 manche di 7'15"41, nel bob a quattro insieme a Massimo Fink, Paolo Herbert, Lodovico Obexer e Luis Trenker.